# Lladrós
Lladrós es una entidad de población española del municipio de Vall de Cardós, perteneciente a la provincia de Lérida, en la comunidad autónoma de Cataluña.

## Historia
Hacia mediados del siglo XIX, el lugar, por entonces con ayuntamiento propio, tenía contabilizada una población de 151 habitantes. Aparece descrito en el décimo volumen del Diccionario geográfico-estadístico-histórico de España y sus posesiones de Ultramar de Pascual Madoz con las siguientes palabras:

LLADROS: l. con ayunt. en la prov. de Lérida (37 horas), part. jud. de Sort (9), aud. terr. y c. g. de Barcelona (54), dióc. de Seo de Urgel (15): sit. en un llano de 1/2 hora de estension rodeado de elevadas montañas; le combaten los vientos del N. y SO.: su clima es frio y propenso á las pulmonías y reumas. Tiene 27 casas y una igl. parr. (San Pedro), que comprende el anejo de Ainet de Cardos; la sirve 1 cura párroco y 1 beneficiado de sangre. El térm. confina por el N. Lladorre 1/4 de hora; E. Ginestarre 1; S. Benante 1/2, y O. Lleret la misma dist.; dentro de él existen algunas fuentes naturales, y una ermita llamada la Vírgen del Puente, próxima al pueblo; á medio cuarto de este corre el Noguera de Cardos bañando el térm.: su terreno es montuoso la parte mayor, flojo y pedregoso: los caminos son vecinales, de herradura y bastante malos: reciben el correo de Llaborsí por espreso á cuenta de los particulares, y hasta aquel punto lo conduce un balijero desde Tremp. prod.: centeno, trigo, cebada, patatas y heno; cria ganado lanar, cabrío y vacuno; caza de perdices y liebres, y pesca de truchas. comercio: la venta de ganados. pobl.: 25 vec., 151 alm. cap. imp : 18,109 rs. contr.: el 14'48 por 100 de esta riqueza.
(Madoz, 1847, p. 477)

El municipio de Lladrós desapareció de cara al censo de 1857 y su territorio pasó a formar parte del de Estahón. En la actualidad, pertenece al municipio de Vall de Cardós. En 2022, la entidad singular de población tenía empadronados 33 habitantes y el núcleo de población, los mismos.

## Patrimonio

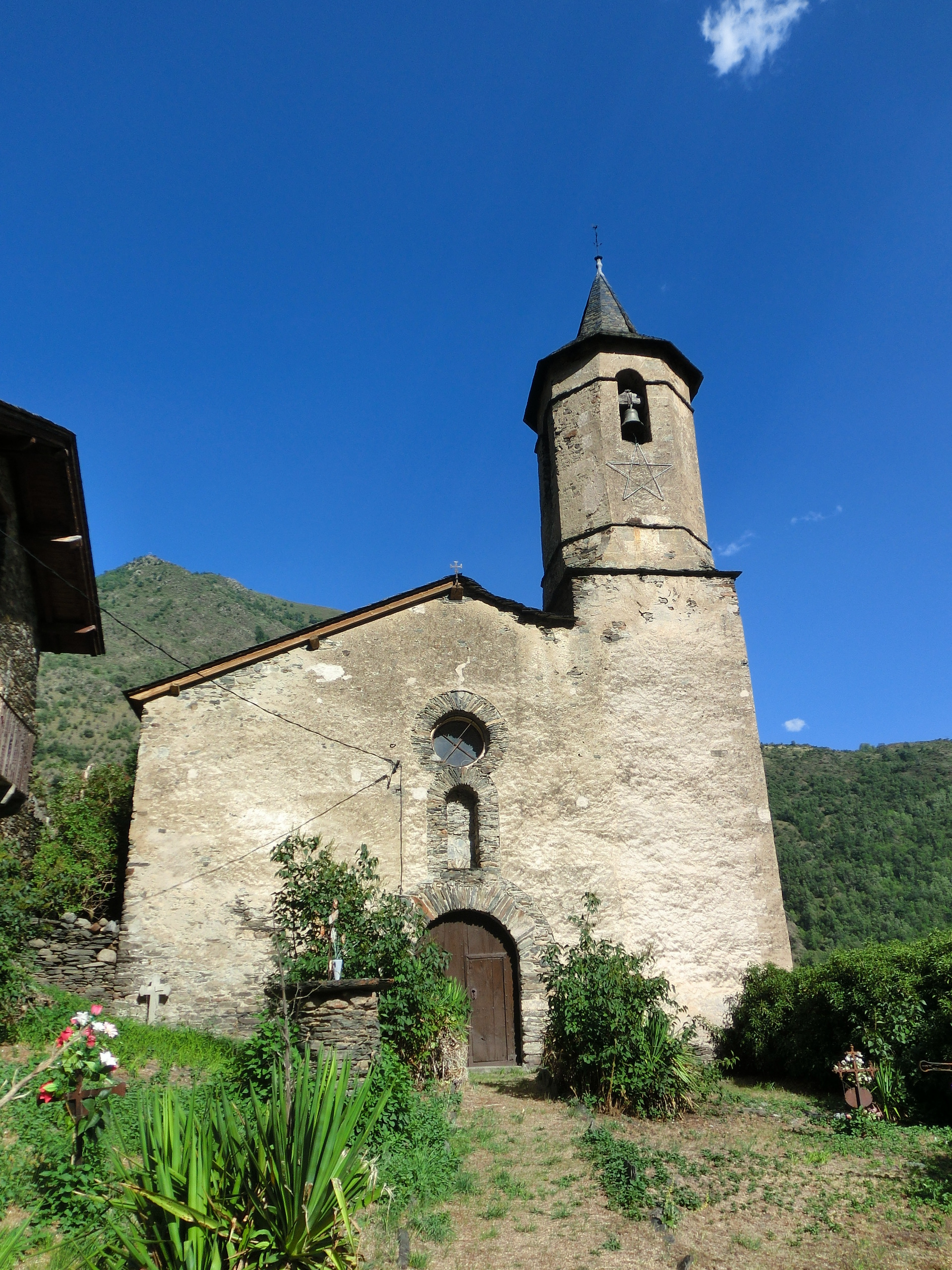
Vista de la iglesia de San Pedro

Hay en el lugar una iglesia de San Pedro.